# Richard Schiff
Richard Schiff, född 27 maj 1955 i Bethesda i Maryland, är en amerikansk skådespelare, mest känd för sin roll som Toby Ziegler i dramaserien Vita huset (eng. The West Wing), en roll för vilken han belönades med en Emmy.
Schiff gjorde även debut som regissör genom att skriva ett avsnitt med titeln "Talking Points", och han regisserade även avsnittet "A Good Day". Hans karriär började med en hel del mer eller mindre prestigefyllda biroller, efter att han börjat satsa på skådespeleriet på allvar under 1980-talet.
År 2012 blev Schiff väldigt uppmärksammad i Amerikansk media när han fick rollen som Dr. Emil Hamilton i filmen om Stålmannen, Man of Steel.
Hans bror är filmproducent Paul Schiff.

## Filmografi (i urval)
- 1988 – Skål (TV-serie) (1 avsnitt)
- 1990 – Röster från andra sidan graven (TV-serie) (1 avsnitt)
- 1990 – Young Guns II
- 1992 – Bodyguard
- 1992 – Lagens änglar (TV-serie) (1 avsnitt)
- 1992 – Malcolm X
- 1992 – Rapid Fire
- 1992 – Småstadsliv (TV-serie) (1 avsnitt)
- 1992 – Stopp! Annars skjuter morsan skarpt
- 1993 – Dr Howser (TV-serie) (1 avsnitt)
- 1993 – Ghost in the Machine
- 1994 – Murphy Brown (TV-serie) (1 avsnitt)
- 1994 – Omaka par (TV-serie) (1 avsnitt)
- 1994 – Speed
- 1994 – Strebern
- 1995 – Rough Magic
- 1995 – Seven
- 1995 – Skinner
- 1995 – Tank Girl
- 1996 – Cityakuten (TV-serie) (1 avsnitt)
- 1996 – Chicago Hope (TV-serie) (1 avsnitt)
- 1996 – Maktspel
- 1996 – Michael
- 1996 – The Arrival
- 1997 – The Lost World: Jurassic Park
- 1997 – Volcano
- 1998 – Advokaterna (TV-serie) (1 avsnitt)
- 1998 – Ally McBeal (TV-serie) (1 avsnitt)
- 1998 – Brooklyn South (TV-serie) (1 avsnitt)
- 1998 – Deep Impact
- 1998 – Dr. Dolittle
- 1998 – När livet vänder
- 1998 – Pentagon Wars (TV-film)
- 1999 – Roswell (TV-serie) (3 avsnitt)
- 1999–2007 – Vita huset (TV-serie) (141 avsnitt)
- 1999 – Ödets makt
- 2001 – Den galna jakten på ringen
- 2001 – I Am Sam
- 2002 – People I Know
- 2004 – Ray
- 2005 – Entourage (TV-serie) (1 avsnitt)
- 2006 – Civic Duty
- 2007 – Burn Notice (TV-serie) (2 avsnitt)
- 2007 – Martian Child
- 2007 – Waiting
- 2008 – Eli Stone (TV-serie) (1 avsnitt)
- 2008 – Last Chance Harvey
- 2008 – Monk (TV-serie) (1 avsnitt)
- 2008 – Terminator: The Sarah Connor Chronicles (TV-serie) (1 avsnitt)
- 2009 – Another Harvest Moon
- 2009 – Imagine That
- 2009 – In Plain Sight (TV-serie) (1 avsnitt)
- 2010 – Past Life (TV-serie) (9 avsnitt)
- 2010 – Solitary Man
- 2010 – The Infidel
- 2011 – Johnny English Reborn
- 2011 – Made in Dagenham
- 2011 – Criminal Minds: Suspect Behavior (TV-serie) (4 avsnitt)
- 2011 – White Collar (TV-serie) (1 avsnitt)
- 2012 – NCIS (TV-serie) (3 avsnitt)
- 2012 – Once Upon a Time (TV-serie) (2 avsnitt)
- 2012 – The Mindy Project (TV-serie) (1 avsnitt)
- 2013 – Bones (TV-serie) (1 avsnitt)
- 2013 – Man of Steel
- 2014 – Key & Peele (TV-serie) (1 avsnitt)
- 2015–2019 – The Affair (TV-serie) (12 avsnitt)
- 2016 – Dirk Gentlys holistiska detektivbyrå (TV-serie) (5 avsnitt)
- 2016 – Mom (TV-serie) (1 avsnitt)
- 2017–2024 – The Good Doctor (TV-serie) (121 avsnitt)
- 2018–2019 – Counterpart (TV-serie) (7 avsnitt)
- 2022 – Black Panther: Wakanda Forever